# Hard Rain
Hard Rain är ett livealbum med Bob Dylan, utgivet den 13 september 1976. Det spelades in under den andra delen av Rolling Thunder Revue-turnén, som pågick under april-maj 1976. Inspelningen är från en konsert den 23 maj 1976 på Hughes Stadium i Fort Collins, Colorado, USA.
Albumet nådde som bäst 17:e plats på Billboardlistan och 3:e på den brittiska albumlistan.

## Låtlista
Låtarna skrivna av Bob Dylan, där inget annat namn anges.
1. "Maggie's Farm" - 5:23
2. "One Too Many Mornings" - 3:47
3. "Stuck Inside of Mobile with the Memphis Blues Again" - 6:01
4. "Oh, Sister" (Bob Dylan, Jacques Levy) - 4:08
5. "Lay Lady Lay" - 5:47
6. "Shelter from the Storm" - 5:29
7. "You're a Big Girl Now" - 7:01
8. "I Threw It All Away" - 3:18
9. "Idiot Wind" - 10:12

## Medverkande
- Bob Dylan - sång, gitarr
- Mick Ronson - gitarr
- T Bone Burnett - gitarr, piano
- Steven Soles - gitarr, sång
- David Mansfield - gitarr
- Rob Stoner - bas, sång
- Howard Wyeth - trummor, piano
- Gary Burke - trummor
- Scarlet Rivera - stråkinstrument